# 愛知黎明高等学校
愛知黎明高等学校（あいちれいめいこうとうがっこう）は、愛知県弥富市にある私立の高等学校。学校法人愛西学園が運営している。

## 設置学科
- 全日制
  - 普通科
  - 看護科
- 昼間定時制
  - 衛生看護科

## 沿革
- 1963年 - 学校法人飯田学園弥富高等学校として開校[1]（男子校）。
- 1964年 - 学校法人両国学園に改称。
- 1966年 - 衛生看護科を設置（昼間定時制・女子校）。
- 1971年 - 学校法人愛心会に改称、愛知医科大学の設置認可。
- 1976年 - 学校法人愛西学園に設置者を変更、愛知医科大学と分離。
- 1987年 - 普通科に女子・衛生看護科に男子を受け入れ開始（男女共学化）。
- 2001年 - 硬式野球部が第83回全国高等学校野球選手権大会に出場。
- 2013年 - 4月から愛知黎明高等学校に校名変更、全日制看護科開設。

## 部活動
2020年5月現在

### 運動部
- 硬式野球部
- サッカー部
- 剣道部
- 駅伝競走部
- 柔道部
- 男子バスケットボール部
- 女子バスケットボール部（全日制・定時制共通）
- アーチェリー部
- 陸上部
- 軟式野球部
- 女子バレーボール部
- 卓球部
- なぎなた部

### 文化部
- 吹奏楽
- 軽音楽部
- 放送部
- 写真部
- 情報処理部
- 科学部

### 同好会など
- ソフトボール同好会（全日・定時）
- バドミントン同好会（全日・定時）
- バレーボール同好会
- アニメーション同好会
- 群舞同好会

- 茶道愛好会
- ダンス愛好会

## 主な出身者
- 石井広三（元プロボクサー、1年まで在学）
- 山田広二（元プロ野球選手）
- 的場寛一（元プロ野球選手）
- 栗林良吏（プロ野球選手、広島東洋カープ）
- 平田ネトアントニオマサノリ（プロフットサル選手）
- やまもとまさみ（芸人）
- 小澤理奈（柔道家）
- 森下麻衣（柔道家、1年まで在学）

## 関連校
- 弥富看護学校